# Алт Бенебек
Алт Бенебек (њем. Alt Bennebek) општина је у њемачкој савезној држави Шлезвиг-Холштајн. Једно је од 134 општинска средишта округа Шлезвиг-Фленсбург. Према процјени из 2010. у општини је живјело 358 становника. Посједује регионалну шифру (AGS) 1059001.

## Географија
Алт Бенебек се налази у савезној држави Шлезвиг-Холштајн у округу Шлезвиг-Фленсбург. Општина се налази на надморској висини од 2 метра. Површина општине износи 14,1 km².

## Становништво
У самом мјесту је, према процјени из 2010. године, живјело 358 становника. Просјечна густина становништва износи 25 становника/km².